# مختبرات بل

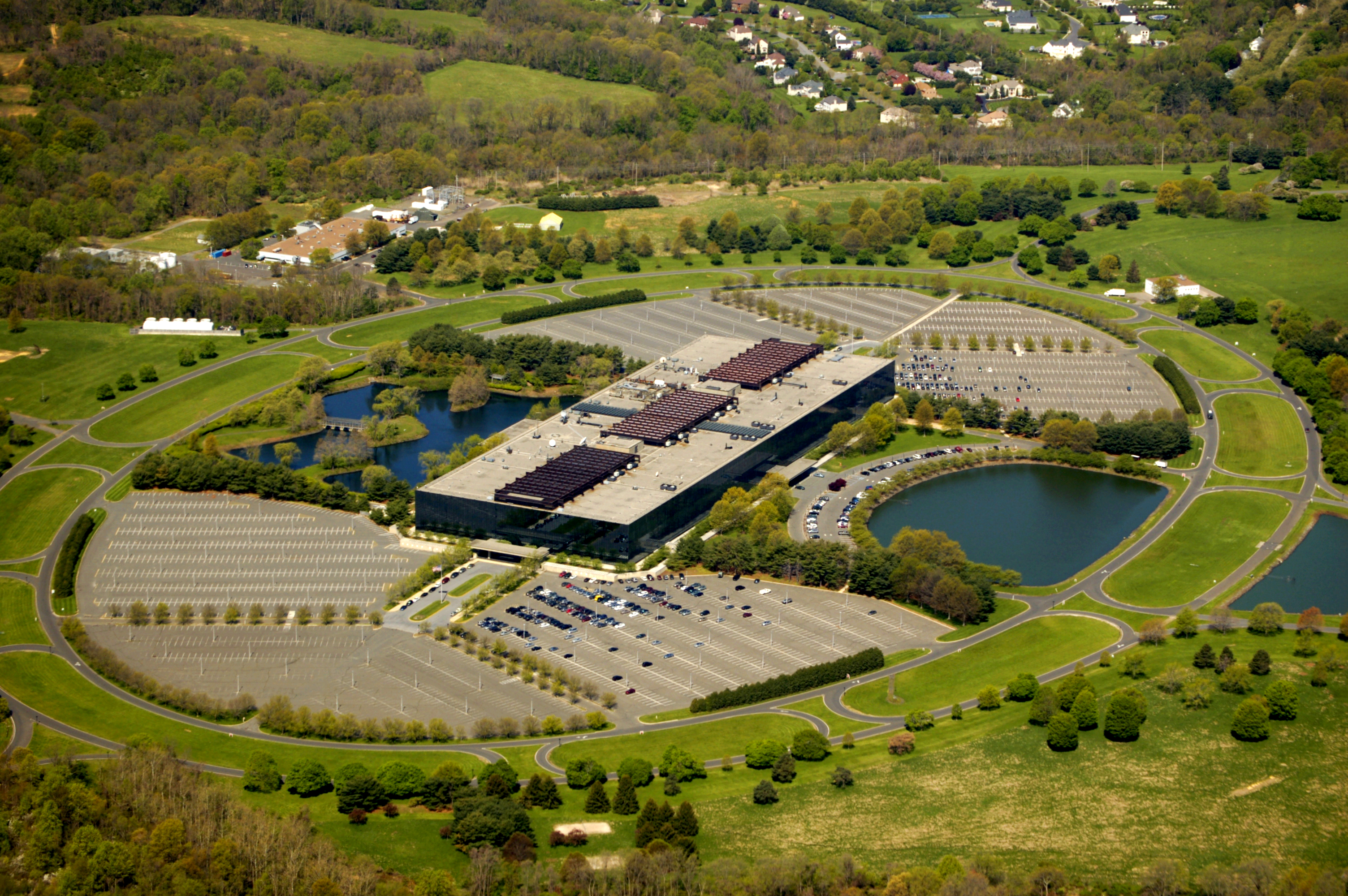
احد المباني القديمة للشركة هو مجمع مختبرات بيل هولمديل والذى أصبح حاليا بيل ووركس ومملوك حاليا لمؤسسات اخرى متعددة

مختبرات بل (بالإنجليزية: Bell Labs)‏ في نيوجرسي بأمريكا هي معامل خاصة تنشط في مجال الأبحاث تعمل حاليا لصالح شركة نوكيا، بعد ان كانت تابعة لشركة AT&T التي عرفت سابقاً بـ لوسنت تيكنولوجيز، أسست سنة 1925 بعد اندماج معمل أبحاث الهاتف والتلغراف الأمريكي ومعمل أبحاث الكهرباء الغربي فشكلوا معامل بل وأطلق الاسم تكريما لاسم العالم ألكسندر غراهام بيل مخترع الهاتف).
ينسب اليها الفضل في إخراج العديد من التقنيات إلى النور ومنها اشعة الليزر والترانزيستور (المقاحل) وتطوير علم الفلك الراديوي (منطومة الاقمار الصناعية) وحساس ضوء الكاميرات الرقمية ونظام التشغيل يونكس ولغات البرمجة السي والسي بلس بلس وحصلت أثر ذلك على ثماني من جوائز نوبل تقديرا لإنجازاتها.